# Pouldreuzic
Pouldreuzic è un comune francese di 1 957 abitanti situato nel dipartimento del Finistère, nella regione della Bretagna.

## Società

### Evoluzione demografica
Abitanti censiti